# Tianguis

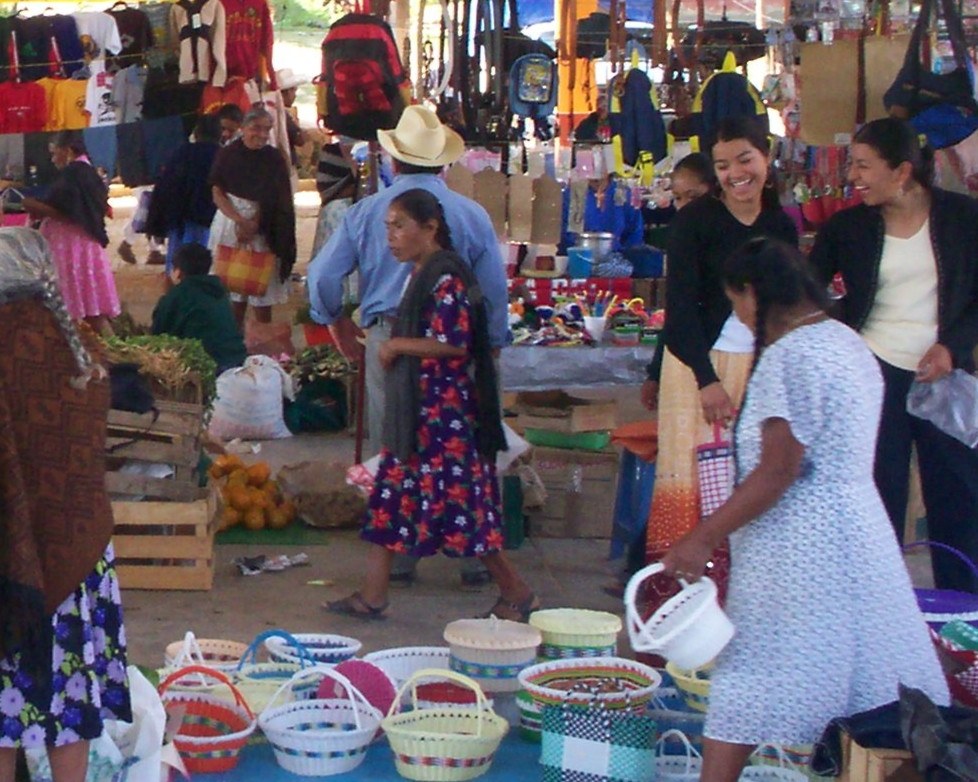
Een tianguis in Eloxochitlán de Flores Magón in de Mexicaanse staat Oaxaca

Een tianguis is in Mexico een markt in de open lucht.
Het woord komt van het Nahuatl tianquiztli. De Mexicaanse wet onderscheidt tianguis van mercados, die in overdekte markthallen worden gehouden. Tianguis komen vooral voor in gebieden met een grote indiaanse bevolking.